# Grzegorz Krychowiak
Grzegorz Krychowiakⓘ (ur. 29 stycznia 1990 w Gryficach) – polski piłkarz, występujący na pozycji defensywnego pomocnika w cypryjskim klubie Anorthosis Famagusta.
W latach 2008–2023 reprezentant Polski. Uczestnik Mistrzostw Europy 2016 i 2020 oraz Mistrzostw Świata 2018 i 2022. Członek Klubu Wybitnego Reprezentanta. Jeden z sześciu piłkarzy (obok Grzegorza Laty, Michała Żewłakowa, Jakuba Błaszczykowskiego, Roberta Lewandowskiego i Kamila Glika), który ma na koncie co najmniej 100 występów w reprezentacji Polski.
Po występach w polskich drużynach juniorskich, w 2008 przeniósł się do francuskiego Girondins Bordeaux. Rok później trafił do Stade de Reims, z którym wywalczył awans do Ligue 2. W 2012 po rocznym pobycie w FC Nantes, powrócił do Stade de Reims, gdzie zadebiutował w Ligue 1. W 2014 został piłkarzem hiszpańskiego klubu Sevilla FC, w barwach którego dwukrotnie zwyciężył w rozgrywkach Ligi Europy UEFA. W 2016 przeniósł się do Paris Saint-Germain, z którym sięgnął po Puchar Francji oraz Puchar Ligi Francuskiej. W sezonie 2017/2018 występował w Premier League, w barwach West Bromwich Albion. Od 2018 do 2021 był piłkarzem Lokomotiwu Moskwa, z którym zdobył dwa krajowe puchary i Superpuchar Rosji. W 2021 przeniósł się do rosyjskiego klubu FK Krasnodar, gdzie w rundzie jesiennej sezonu 2021/2022 był kapitanem. Rundę wiosenną sezonu 2021/2022 spędził na wypożyczeniu w greckim klubie AEK Ateny. W sezonie 2022/2023 występował na wypożyczeniu w saudyjskim klubie Al Shabab, a w sezonie 2023/2024 był zawodnikiem saudyjskiego Abha Club. W 2024 został zawodnikiem cypryjskiego klubu Anorthosis Famagusta.

## Kariera klubowa

### Początki
Karierę piłkarską zaczynał w klubie Orzeł Mrzeżyno. Następnie występował również w innych pomorskich zespołach, takich jak: Żaki 94 Kołobrzeg, Stal Szczecin oraz Arka Gdynia.
Przed sezonem 2006/2007 trafił do akademii francuskiego Girondins Bordeaux, gdzie po przejściu szczebli juniorskich oraz treningach w drugiej drużynie, 29 listopada 2007 podpisał pierwszy w karierze profesjonalny kontrakt. Agentem piłkarza został w tamtym czasie były reprezentant Polski, Andrzej Szarmach, który, jak wspominał po latach Krychowiak, ''nauczył go, by karierę robić bez zbędnego pośpiechu''.

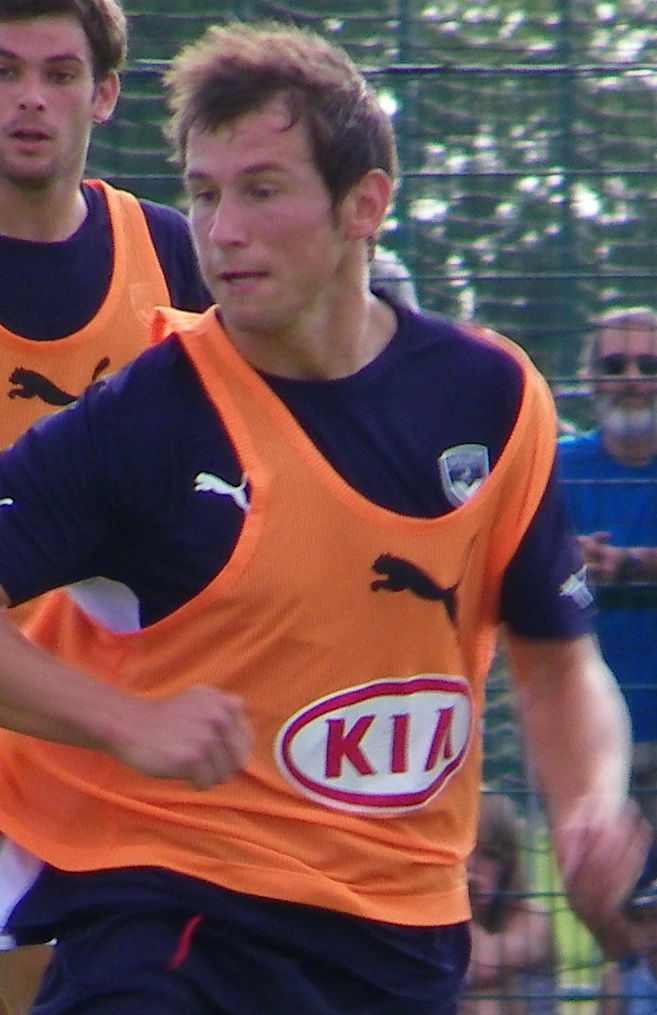
Krychowiak podczas treningu Girondins Bordeaux w 2009

### Stade de Reims (wyp.)
Krychowiak po odrzuceniu oferty powrotu do Polski ze strony Arki Gdynia, w 2009 zdecydował się na wypożyczenie do trzecioligowego Stade de Reims. 29 listopada 2009 zadebiutował w wygranym 3:0 meczu Championnat National z Beauvais Oise i następnie szybko wywalczył miejsce w pierwszej jedenastce francuskiej drużyny. W sezonie 2009/10 rozegrał łącznie 19 meczów, w których zdobył 2 bramki i awansował z klubem do Ligue 2. Po zakończeniu sezonu jego wypożyczenie zostało przedłużone o kolejny rok. 30 lipca 2010 w meczu Pucharu Ligi z Troyes wykorzystał jedenastkę w konkursie rzutów karnych i przyczynił się do awansu swojej drużyny do kolejnej rundy. 13 sierpnia 2010 zdobył swoją pierwszą bramkę w sezonie zapewniając drużynie remis 2:2 z Le Mans. 5 listopada 2010 w meczu z Angers, obejrzał druga żółtą i w konsekwencji czerwoną kartkę. Krychowiak występował regularnie grając najczęściej na pozycji defensywnego pomocnika, choć zdarzało mu się wystąpić również na środku obrony. W całym sezonie 2010/11 rozegrał 40 spotkań, strzelając 2 bramki we wszystkich rozgrywkach i został wybrany przez kibiców klubu piłkarzem sezonu.
Po zakończeniu sezonu 2010/11 powrócił do Girondins Bordeaux i 17 września 2011 w meczu z Toulouse FC (2:3) zadebiutował w Ligue 1. 15 października 2011 jako defensywny pomocnik rozegrał całe spotkanie przeciwko OGC Nice. Jego rywalem do miejsca w składzie był wówczas reprezentant Francji, Alou Diarra.

### FC Nantes (wyp.)
17 listopada 2011 został wypożyczony na rok do występującego w Ligue 2, FC Nantes. Zadebiutował 25 listopada 2011 w wygranym 3:0, ligowym spotkaniu z Monaco, rozgrywając całe spotkanie. Łącznie w sezonie 2011/2012 rozegrał 22 spotkania, regularnie występując w podstawowym składzie drużyny znad Loary, głównie na pozycji defensywnego pomocnika. Prezydent francuskiego klubu, Waldemar Kita, chwalił swojego rodaka za bardzo dobre przygotowanie fizycznie.

### Stade de Reims

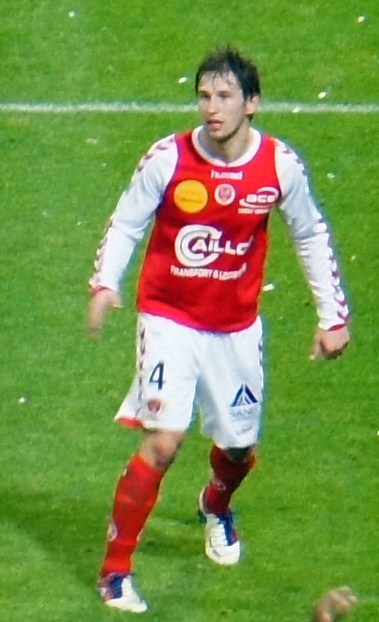
Krychowiak podczas meczu Stade de Reims (2012)

11 lipca 2012 zdecydował się na powrót do Reims, które wywalczyło właśnie promocję do Ligue 1, najwyższej klasy rozgrywkowej we Francji i podpisał z tym klubem trzyletni kontrakt. Kwota transferu według mediów wyniosła około ośmiuset tysięcy euro. Już w pierwszej ligowej kolejce, 12 sierpnia 2012 przeciwko Olympique Marsylia rozgrał swój pierwszy mecz po powrocie do klubu. 26 stycznia 2013 w meczu z Toulouse zdobył swoją pierwszą bramkę w Ligue 1. Następnie zdobył jeszcze trzy gole, z których każdy zapewnił jego drużynie zwycięstwa, odpowiednio z Paris-Saint Germain, Olympique Lyon i Lorient. W sezonie 2012/2013 wystąpił we wszystkich rozgrywkach 36 razy, strzelając 4 bramki. W pierwszym meczu sezonu 2013/2014 zdobył bramkę w przegranym 1:2 meczu ze Stade Rennais. 31 sierpnia 2013 przeciwko FC Nantes (0:0) rozegrał swoje 100. spotkanie w barwach Stade de Reims. 26 października 2013 zanotował asystę przy zwycięskim golu Prince’a Oniangue w meczu z Olympique Marsylia. 2 listopada w meczu z Bastią, strzelił swoją drugą bramkę w sezonie. Do siatki trafił jeszcze w meczach z Lille i Tolouse. Sezon zakończył notując identyczny bilans meczów i goli jak w poprzednim sezonie, rozegrał 36 meczów, strzelając 4 bramki a jego drużyna zajęła 11. miejsce w tabeli. Łącznie w barwach Reims rozegrał 112 meczów, strzelając 10 bramek i notując 3 asysty.

### Sevilla FC

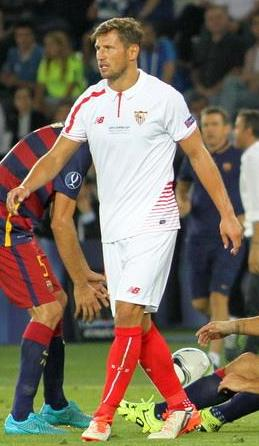
Grzegorz Krychowiak podczas meczu o Superpuchar Europy UEFA 2015

21 lipca 2014 podpisał czteroletni kontrakt z hiszpańskim klubem Sevilla FC. Kwota transferu jak podały media oscylowała w granicach 6 milionów euro. 12 sierpnia 2014 zadebiutował w barwach swojego nowego klubu w meczu o Superpuchar Europy przeciwko Realowi Madryt. Rozegrał całe spotkanie, otrzymując bardzo dobre recenzje, natomiast mecz zakończył się porażką jego drużyny 0:2. 23 sierpnia 2014 w zremisowanym 1:1 meczu z Valencią zadebiutował w Primera División. Pierwszą bramkę dla klubu strzelił 18 września 2014, kiedy w 8. minucie meczu 1. kolejki fazy grupowej Ligi Europy z Feyenoordem (2:0), dał prowadzenie swojej drużynie. 8 lutego 2015 w spotkaniu z Getafe CF (1:2), wyrównując stan meczu na 1:1, zdobył swoją pierwszą bramkę w Primera División. Po debiucie Krychowiak szybko wywalczył miejsce w składzie nowej drużyny i następnie regularnie występował na pozycji defensywnego pomocnika otrzymując wysokie noty. 2 maja 2015 w ligowym meczu z Realem Madryt podczas walki o górną piłkę zderzył się głową z Sergio Ramosem, doznając złamania nosa, po czym w kolejnych kilku meczach występował w masce ochronnej.

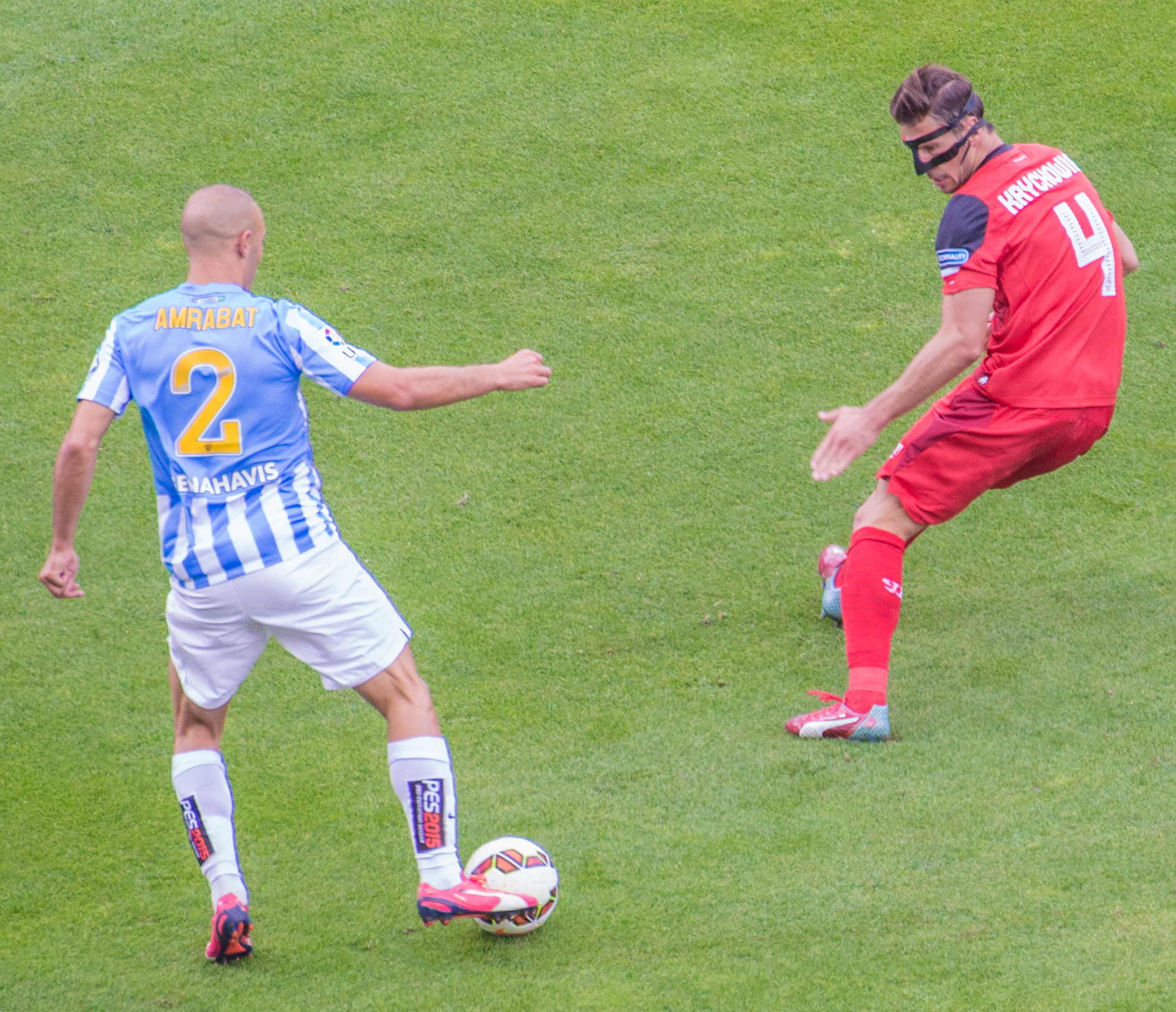
Krychowiak w barwach Sevilli walczący o piłkę z Nordinem Amrabatem (2015)

27 maja 2015 po pokonaniu 3:2 drużyny Dnipro Dniepropietrowsk zdobył z Sevillą trofeum Ligi Europy UEFA. W finale rozgrywek, rozgrywanym na Stadionie Narodowym w Warszawie, rozegrał 90 minut i zdobył bramkę wyrównującą stan meczu na 1:1, w 28. minucie spotkania. Krychowiak stał się wówczas piątym Polakiem w historii, który wygrał rozgrywki Ligi Europy UEFA. W sezonie 2014/2015 rozegrał łącznie 48 spotkań, strzelając 2 bramki i jako jedyny piłkarz Sevilli został wybrany do najlepszej drużyny sezonu Primera División. Poza tym znalazł się także w drużynach sezonu ligi hiszpańskiej portalu UEFA, dziennika „Marca” oraz telewizji Sky Sports, a także w najlepszej drużynie sezonu Ligi Europy wg UEFA. Po zdobyciu trofeum zgodnie ze złożoną wcześniej obietnicą odśpiewał a capella hymn Sevilli, El Arrebato.
Sezon 2015/2016 rozpoczął rozgrywając całe spotkanie w przegranym 4:5 po dogrywce, meczu o Superpuchar Europy UEFA przeciwko FC Barcelonie. Jak podały media Krychowiak zdołał wówczas spędzić na murawie 120 minut pomimo gry z pękniętym żebrem. W tym spotkaniu Polak wystąpił na pozycji środkowego obrońcy, natomiast w kolejnych meczach powrócił na swoją nominalną pozycję defensywnego pomocnika. W rezultacie dobrych występów klub rozpoczął z nim rozmowy ws. przedłużenia kontraktu. Krychowiak określany był przez media mianem jednego z najbardziej zaufanych piłkarzy trenera Unaia Emerego.
15 września 2015 w wygranym 3:0 meczu fazy grupowej pomiędzy Sevillą a Borussią Mönchengladbach zadebiutował w Lidze Mistrzów UEFA, do której Sevilla awansowała dzięki wygraniu poprzedniej edycji rozgrywek Ligi Europy.

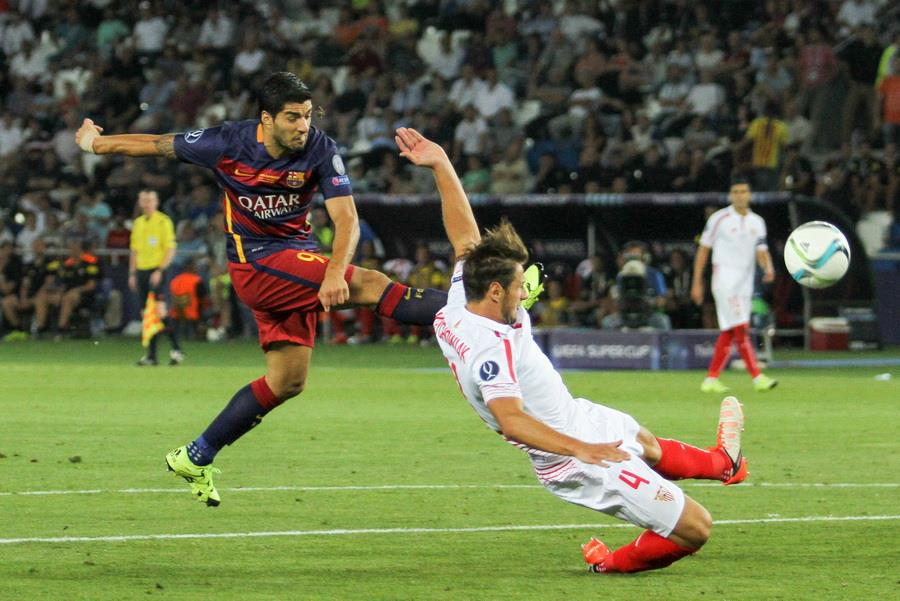
Krychowiak blokuje strzał Luisa Suáreza (2015)

5 listopada 2015 Krychowiak podpisał nowy kontakt z klubem obowiązujący do końca 2019 roku i zwiększający klauzulę jego odejścia z 30 do 45 milionów euro. Niedługo potem został wybrany jednym z kapitanów zespołu i pełnił tę rolę w siedmiu meczach. Po raz pierwszy kapitańską opaskę założył 8 listopada 2015 kiedy to wyprowadził swoją drużynę na ligowe spotkanie z Realem Madryt, rozgrywane na stadionie Sevilli, Estadio Ramón Sánchez Pizjuán. Mecz zakończył się zwycięstwem Sevilli 3:2, a Krychowiak stał się pierwszym w historii Polakiem pełniącym funkcję kapitana drużyny w Primera División.
6 stycznia 2016 w derbowym starciu z Realem Betis zdobył jedną z bramek dla Sevilli, dzięki którym jego klub awansował do ćwierćfinału Pucharu Króla. Następnie Krychowiak rozegrał w pełnym wymiarze czasowym jeszcze trzy ligowe spotkania- z Athleticiem Bilbao, Levante i Atletico Madryt, po czym nabawił się kontuzji kolana, która wyłączyła go z gry na dwa miesiące. Do gry powrócił 20 marca 2016 rozgrywając całe spotkanie przeciwko Realowi Madryt na Estadio Santiago Bernabéu. Po zajęciu trzeciego miejsca w grupie D Ligi Mistrzów, Sevilla kontynuowała występy międzynarodowe już w Lidze Europy. Grzegorz Krychowiak wystąpił we wszystkich sześciu możliwych do rozegrania w tych rozgrywkach spotkaniach i zanotował asysty w rewanżowym meczu ćwierćfinałowym przeciwko Athleticowi Bilbao i półfinałowym z Szachtarem Donieck, pomagając drużynie dotrzeć do finału Ligi Europy trzeci raz z rzędu. 18 maja 2016, w finale rozgrywanym na St. Jakob-Park w Bazylei jego drużyna pokonała 3:1 Liverpool F.C. a Krychowiak rozegrał całe spotkanie i drugi raz z rzędu sięgnął po europejskie trofeum.
W barwach Sevilli rozegrał łącznie 90 meczów, w których strzelił 5 bramek i zanotował 6 asyst. Był ceniony przez kibiców klubu za boiskową waleczność, a także identyfikowanie się z klubowymi wartościami. Hiszpańskie media nadały mu przydomek La Máquina (pol. maszyna). 12 maja 2016 został wybrany przez kibiców Sevilli do najlepszej jedenastki dekady andaluzyjskiego klubu.

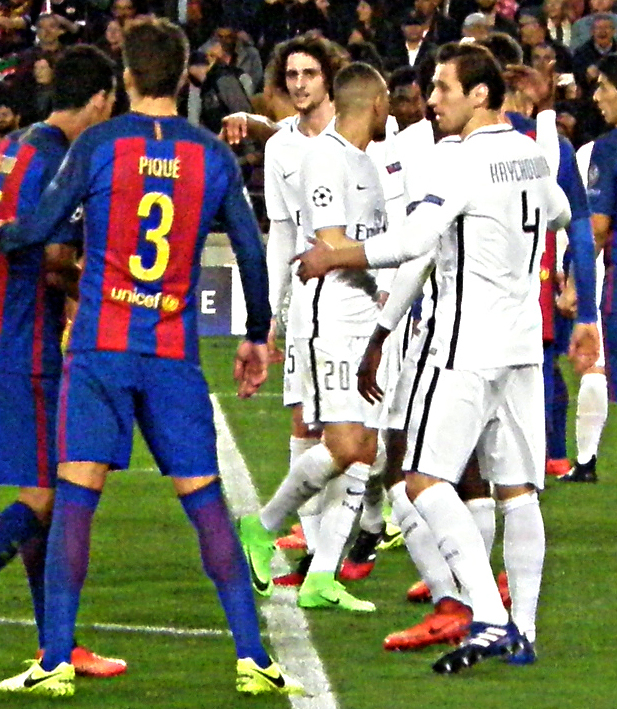
Krychowiak podczas ostatniego występu dla Paris Saint-Germain, przeciwko FC Barcelonie (2017)

### Paris Saint-Germain
3 lipca 2016 podpisał pięcioletni kontrakt z Paris Saint-Germain. Kwota transferu pomocnika wyniosła około 30 milionów euro, a on sam stał się, na tamtą chwilę, najdroższym polskim zawodnikiem w historii. Media określały transfer Krychowiaka, mającego za sobą wówczas bardzo dobry występ na turnieju finałowym Euro 2016 oraz znającego bardzo dobrze francuską kulturę i trenera zespołu Unaia Emerego, z którym wcześniej święcił sukcesy w Sevilli, jako kolejny etap rozwoju piłkarza i przewidywały odniesienie przez niego sukcesu w nowej drużynie. W zespole zadebiutował 9 września 2016, w zremisowanym 1:1, meczu 4. kolejki Ligue 1 z AS Saint-Étienne. 13 września 2016 wyszedł w podstawowym składzie paryskiej drużyny na mecz pierwszej kolejki fazy grupowej Ligi Mistrzów UEFA z Arsenalem i rozegrał 79 minut spotkania, które zakończyło się remisem 1:1. Ostatecznie, Polak nie zdołał przebić się jednak do podstawowego składu paryskiej drużyny, przegrywając rywalizację na swojej pozycji m.in. z Blaise Matuidim, Thiago Mottą czy Adrienem Rabiot.
W rozgrywkach ligowych zanotował 11 występów, z których 7 rozpoczynał w wyjściowej jedenastce. Rozegrał także po jednym spotkaniu w pucharach kraju i ligi. W rozgrywkach Ligi Mistrzów, wystąpił sześciokrotnie, z czego dwa razy od początku. Francuskie media szukały przyczyn niedyspozycji Polaka dopatrując się ich np. w rzekomo nie najlepszym kontakcie pomocnika z resztą szatni. Le Parisien poinformowało również o wymianie zdań pomiędzy Krychowiakiem a Presnelem Kimpembe na jednym z treningów. Ostatni mecz w barwach Paris Saint-Germain rozegrał 8 marca 2017. Był to przegrany 1:6, rewanżowy mecz 1/8 finału Ligi Mistrzów z Barceloną, po którym jego zespół odpadł z rozgrywek mimo wygranej 4:0 w pierwszym meczu. W sezonie 2016/17 wystąpił łącznie w 19 meczach Paris Saint-Germain, zdobywając z klubem Puchar Francji oraz Puchar Ligi Francuskiej. Po odejściu z klubu Krychowiak poinformował, że czuł się oszukiwany przez trenera Emerego w kontekście regularnej gry i jego pozycji w zespole, stwierdził również, że nie został potraktowany przez klub z należytym szacunkiem.

### West Bromwich Albion (wyp.)
30 sierpnia 2017 został wypożyczony na rok do angielskiego klubu West Bromwich Albion. W Premier League zadebiutował 9 września 2017 na The Hawthorns w przegranym 1:3 meczu z Brighton & Hove Albion. 30 września 2017 zanotował asystę przy bramce Salomóna Rondóna w zremisowanym 2:2 ligowym meczu z Watfordem. Po dołączeniu do angielskiej drużyny stał się pierwszym wyborem trenera Tony’ego Pulisa na pozycji defensywnego pomocnika i regularnie występował w podstawowym składzie. Został także wykonawcą stałych fragmentów gry, takich jak rzuty wolne i rożne. Jego pozycja uległa zmianie w listopadzie 2018 kiedy to na początku pracy Alana Pardew zamiast niego w jedenastce znajdowali się np. Jake Livermore bądź Sam Field, natomiast po kilku spotkaniach odzyskał miejsce w pierwszym składzie. 20 stycznia 2018 zanotował asystę przy bramce Jaya Rodrigueza w zremisowanym 1:1 ligowym meczu z Evertonem na Goodison Park. 17 lutego 2018 asystował przy bramce Rondona w przegranym 1:2 meczu 5 rundy Pucharu Anglii z Southampton. W sezonie 2017/2018 rozegrał w barwach West Bromu 31 spotkań, w których zanotował 3 asysty, a po jego zakończeniu wrócił do PSG. Jego drużyna zajęła ostatnią 20. lokatę w tabeli, oznaczającą relegację do Championship.

### Lokomotiw Moskwa

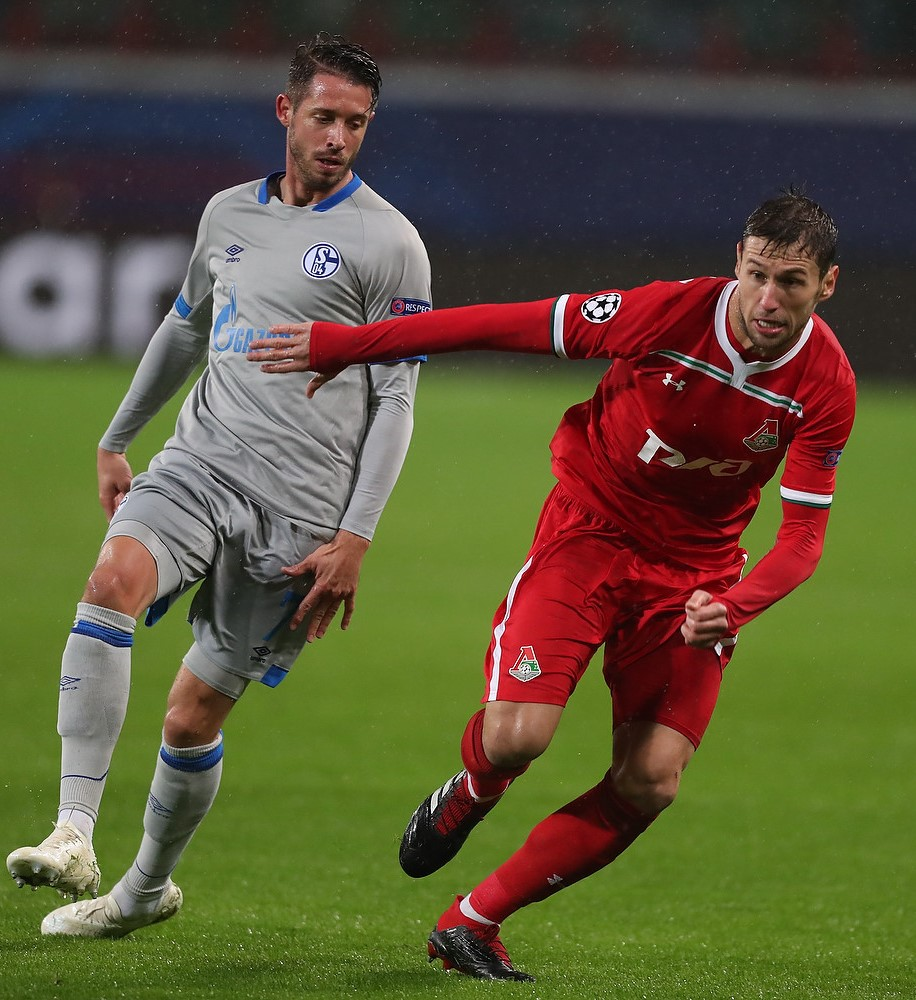
Krychowiak w meczu z Schalke 04 (2018)

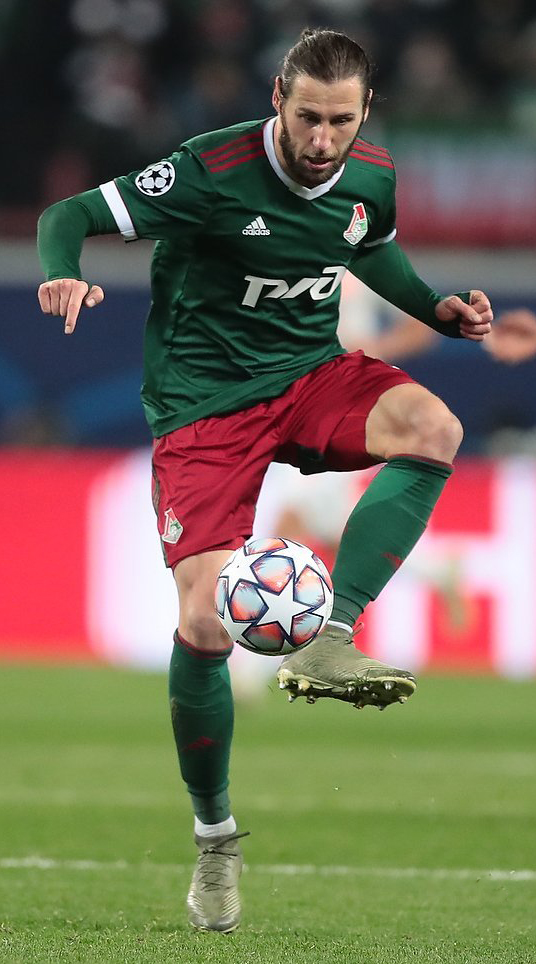
Grzegorz Krychowiak jako piłkarz Lokomotiwu Moskwa (2020)

24 lipca 2018 został wypożyczony na rok do ówczesnego zespołu mistrza Rosji, Lokomotiwu Moskwa, dołączając tym samym do Macieja Rybusa, innego Polaka występującego w tej drużynie. 4 sierpnia 2018 w zremisowanym 0:0 meczu rosyjskiej Priemjer-Ligi ze Spartakiem Moskwa, zadebiutował w barwach Lokomotiwu. Dwa tygodnie później, 19 sierpnia, zapewniając drużynie wyjazdowe zwycięstwo z Samarą strzelił swoją pierwszą bramkę dla klubu. W kolejnych trzech ligowych meczach Krychowiak występował w pełnym wymiarze czasowym i w każdym z tych meczów (kolejno z Anży Machaczkała, Krasnodarem i Dynamem Moskwa) notował asysty. Serię przerwała dopiero druga żółta i w konsekwencji czerwona kartka otrzymana w meczu z Dynamem Moskwa, która wymusiła na nim jednomeczową pauzę. 18 września 2018 w fazie grupowej przeciwko Galatasaray rozegrał pierwszy mecz dla Lokomotiwu w Lidze Mistrzów. Dzięki dobrym występom, Krychowiak był wybierany przez kibiców klubu najlepszym piłkarzem sierpnia i listopada. 31 października 2018 w wygranym 4:1 meczu 1/8 finału Pucharu Rosji z Jenisejem Krasnojarsk po raz pierwszy pełnił rolę kapitana zespołu. 3 listopada 2018 zaliczył asystę przy bramce Antona Miranczuka w wygranym 3:1 ligowym meczu z Arsienałem Tuła, natomiast 10 maja zdobył jedną z bramek w wygranym 4:0 spotkaniu z Rubinem Kazań. Krychowiak niemal od pierwszego meczu stał się podstawowym zawodnikiem i jednym z liderów drużyny występując oprócz swojej nominalnej pozycji defensywnego pomocnika, także jako cofnięty napastnik i środkowy obrońca. Właśnie w roli stopera trener Jurji Siomin zdecydował się ustawić go w finale Pucharu Rosji, w którym Lokomotiw zwyciężył 1:0 z Urałem Jekaterynburg, a Polak zdobył pierwsze trofeum w nowym klubie. 24 października 2018 wystąpił jako środkowy obrońca w meczu Ligi Mistrzów z FC Porto, otrzymując mimo porażki 1:3 i występu na nienominalnej pozycji, dobre recenzje. W sezonie 2018/2019 wystąpił w 39 spotkaniach strzelając 2 bramki i notując dwie asysty. Polak sięgnął z klubem po srebrny medal mistrzostw Rosji, a także krajowy puchar i został wybrany najlepszym pomocnikiem Priemjer-Ligi.

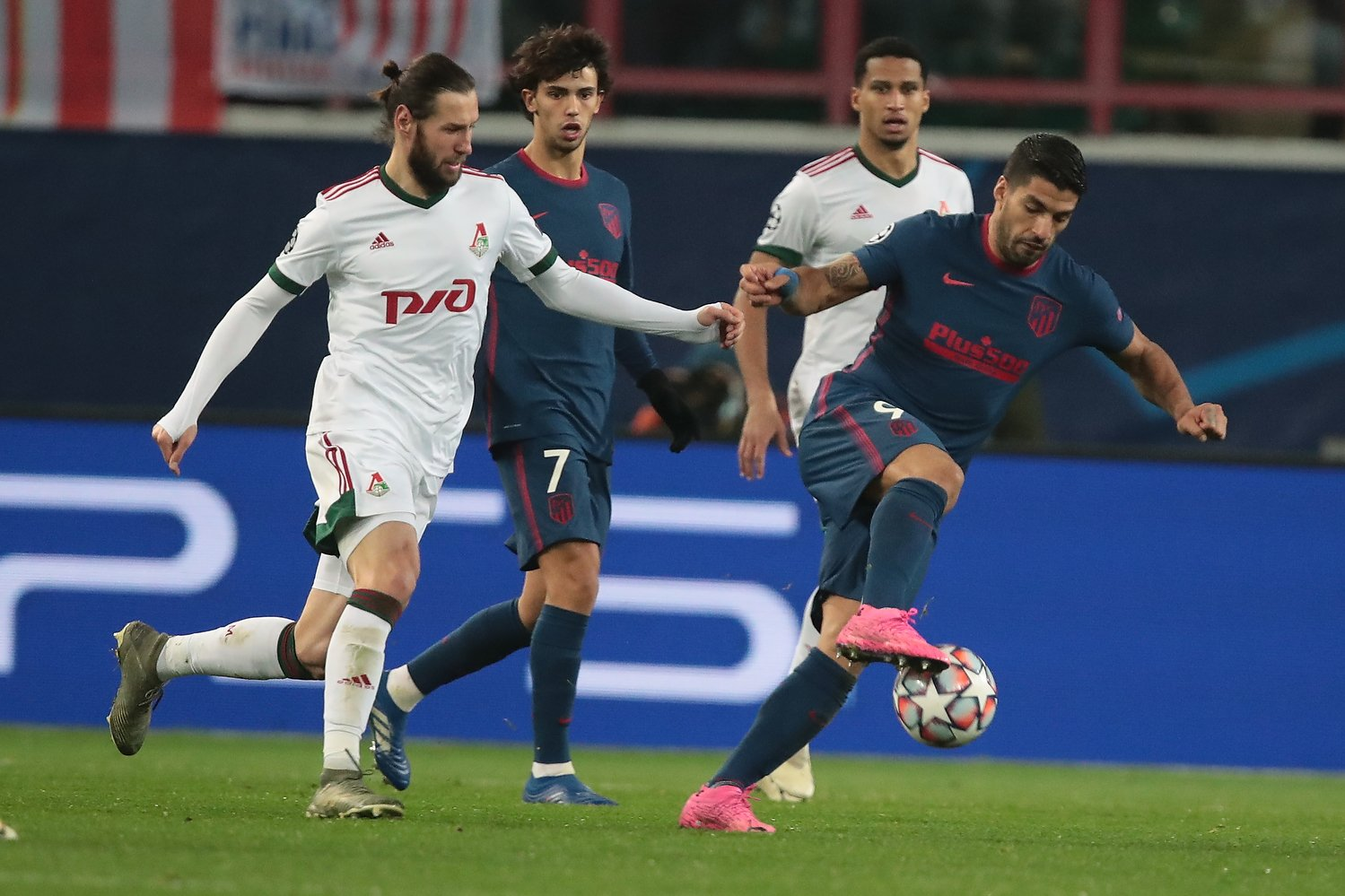
Krychowiak i Luis Suarez podczas meczu Ligi Mistrzów (2020)

3 lipca 2019 został definitywnie wykupiony przez Lokomotiw z Paris-Saint Germain i podpisał z rosyjskim klubem trzyletni kontrakt. Kwota transferu wyniosła około 12 milionów euro.
6 lipca 2019 pokonując 3:2 drużynę Zenita Petersburg, zdobył z klubem Superpuchar Rosji, a w meczu o to trofeum zanotował asystę przy golu Aleksieja Miranczuka na 2:2. Następnie w pierwszych trzech miesiącach nowego sezonu wybierany był przez kibiców piłkarzem miesiąca. 18 września 2019 w meczu fazy grupowej z Bayerem Leverkusen strzelił swoją pierwszą bramkę w rozgrywkach Ligi Mistrzów UEFA. W listopadzie 2019 ponownie został wybrany piłkarzem miesiąca. W sezonie 2019/2020 był wiodącym piłkarzem Lokomotiwu rozgrywając 33 mecze, w których po raz pierwszy w profesjonalnej karierze strzelił 10 bramek- 9 ligowych i jedną w rozgrywkach Ligi Mistrzów, a także zanotował 5 asyst, pomagając zespołowi w zajęciu drugiego miejsca w tabeli Priemjer-Ligi.
Kolejny sezon rozpoczął spotkaniem o Superpuchar Rosji, w którym jego zespół musiał uznać wyższość Zenita Petersburg (1:2), następnie był podstawowym zawodnikiem drużyny w meczach ligowych, a także ponownie wystąpił z rosyjskim klubem w rozgrywkach fazy grupowej Ligi Mistrzów, gdzie Lokomotiw rywalizował m.in. z Bayernem Monachium i Atletico Madryt. 17 października 2020 zdobył zwycięską bramkę w spotkaniu 11. ligowej kolejki z FK Ufa (1:0) oraz został wybrany zawodnikiem meczu. 21 lutego 2021 strzelił bramkę z rzutu karnego ustalając wynik pucharowego meczu z FC Tambow na 3:0. 27 lutego 2021 strzałem z dystansu zdobył efektowną bramkę w derbach Moskwy z CSKA, która zapewniła jego drużynie zwycięstwo 2:0. W kwietniu 2021 został wybrany piłkarzem miesiąca ligi rosyjskiej strzelając 4 bramki i zaliczając 1 asystę w 4 występach. 12 maja 2021 pokonując w finale 3:1 drużynę Krylja Sowietow Samara, zdobył z klubem drugi w swojej karierze Puchar Rosji. W sezonie 2020/2021 rozegrał 35 spotkań we wszystkich rozgrywkach strzelając w nich 11 bramek i notując 4 asysty, czym poprawił swój indywidualny rekord strzelecki z poprzedniego sezonu i zdobył z drużyną wicemistrzostwo Rosji. Po zakończeniu rozgrywek znalazł się w najlepszej drużynie sezonu Priemjer-Ligi.
Sezon 2021/2022 rozpoczął rozgrywając spotkanie o Superpuchar Rosji z Zenitem Petersburg (0:3). 24 lipca 2021 zaliczył asystę w meczu 1. kolejki Premjer-Ligi z Arsienałem Tuła (3:1).

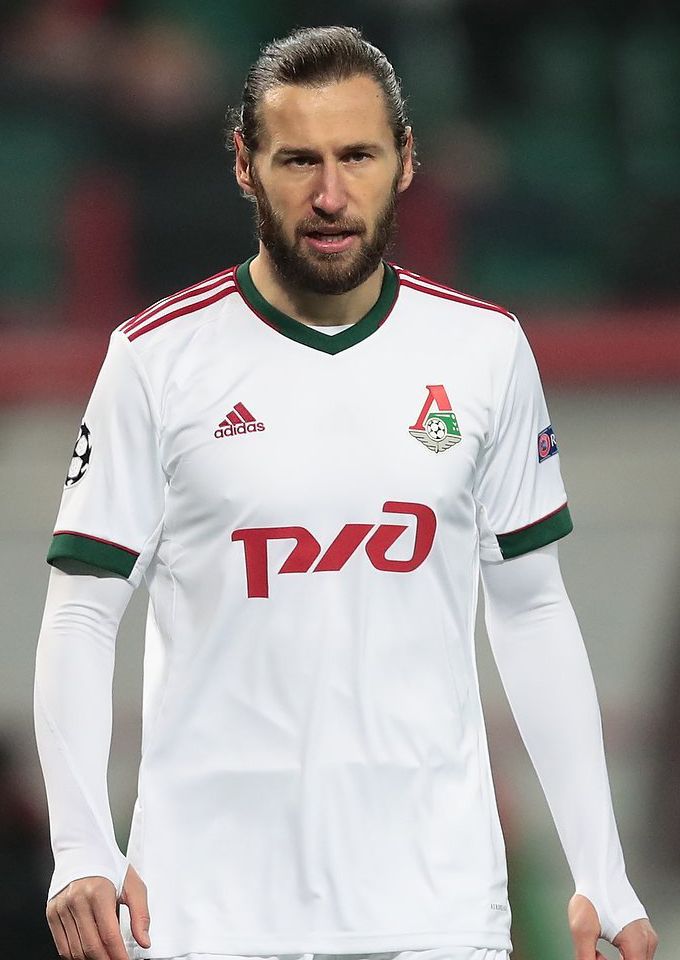
Krychowiak (2020)

Jako piłkarz Lokomotiwu Moskwa rozegrał łącznie 109 meczów we wszystkich rozgrywkach, w których zdobył 23 gole i zanotował 15 asyst.

### FK Krasnodar

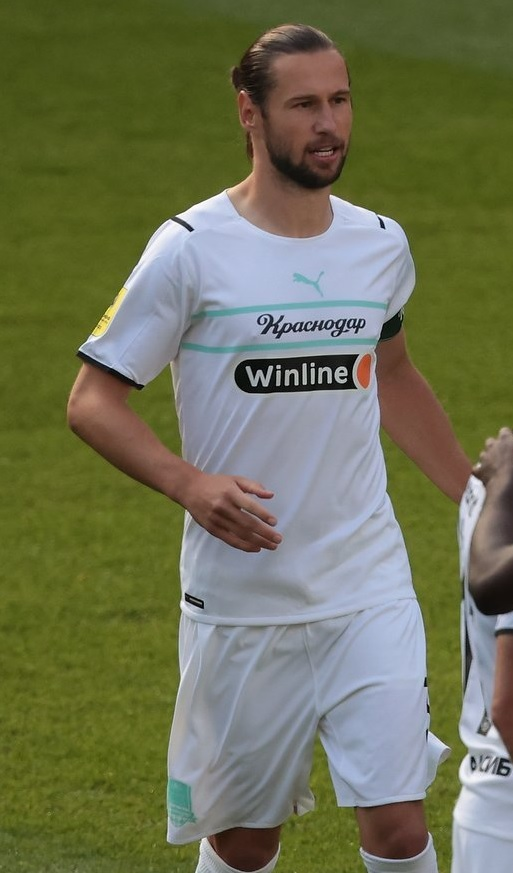
Grzegorz Krychowiak jako kapitan Krasnodaru w meczu z Lokomotiwem Moskwa (2021)

W 2021 nastąpiły zmiany w pionie sportowym Lokomotiwu Moskwa, a rosyjskie media informowały o możliwości wystawienia na listę transferową kilku kluczowych piłkarzy. 1 sierpnia 2021 Lokomotiw i FK Krasnodar ogłosiły osiągnięcie porozumienia w sprawie transferu Grzegorza Krychowiaka. 2 sierpnia 2021 oficjalnie ogłoszono podpisanie trzyletniego kontraktu z piłkarzem. W nowej drużynie zadebiutował 7 sierpnia w meczu 3. kolejki Priemjer-Ligi z Zenitem Petersburg (2:3). Już w drugim występie w barwach Krasnodaru, w spotkaniu 4 kolejki z Arsienałem Tuła, zakończonym zwycięstwem Krasnodaru 3:2, Krychowiak wystąpił z opaską kapitana. Trener Wiktar Hanczarenka skomentował swoją decyzję mówiąc, że ''niektórzy piłkarze są z natury kapitanami i taki jest Krychowiak''. 22 września 2021 w meczu Pucharu Rosji z FK Leningradec (2:0) zdobył pierwszą bramkę w nowym klubie. 26 września zdobył bramkę z rzutu karnego i zanotował asystę w wygranym 3:0 ligowym meczu z Sochi. 17 października zdobył z rzutu karnego jedyną bramkę w zremisowanym 1:1 meczu z FK Ufa. W następnej kolejce 17 października, strzelił gola i zanotował asystę w wygranym 4:1 meczu z Wołgą Niżny Nowogród. 20 listopada zdobył z rzutu karnego zwycięską bramkę na 2:1 w meczu ze Spartakiem Moskwa.
W marcu 2022 po Inwazji Rosji na Ukrainę postanowił opuścić rosyjski klub. Wcześniej z klubu odszedł także niemiecki trener Daniel Farke wraz ze swoim sztabem. W barwach Krasnodaru wystąpił łącznie w 15 meczach, strzelając 5 bramek i notując 2 asysty.

### AEK Ateny (wyp.)
15 marca 2022 został wypożyczony do końca sezonu 2021/2022 do greckiego klubu AEK Ateny. Krychowiak skorzystał z procedury FIFA polegającej na umożliwieniu piłkarzom ligi rosyjskiej dokończenia sezonu w innym klubie. Zadebiutował 20 marca 2022 rozgrywając całe spotkanie Superlaegue z PAOK (0:1), a następnie pozostał podstawowym piłkarzem zespołu do końca fazy play-off. 18 kwietnia w wygranym 3:1 meczu z PAS Giannina zdobył swoją pierwszą bramkę dla AEK. 1 maja zanotował asystę przy golu Nordina Amrabata w zremisowanym 1:1 rewanżowym ligowym meczu z PAOK. 11 maja w kolejnym meczu z Gianniną zanotował asystę przy bramce Ehsana Hajsafiego oraz zdobył bramkę ustalając wynik meczu na 3:0. Wystąpił łącznie w 9 spotkaniach strzelając dwie bramki i notując dwie asysty, a AEK Ateny zakończył rozgrywki Superleague Ellada na 5. miejscu w tabeli.

### Al-Shabab (wyp.)
9 lipca 2022 został wypożyczony na rok do saudyjskiego klubu Al-Shabab Rijad. Zadebiutował 26 sierpnia 2022 w wygranym 3:0 meczu 1. kolejki Saudi Professional League z Al-Batin. 1 września 2022 zanotował asystę przy golu Hattana Bahebriego w wygranym 4:0 ligowym meczu z Abha Club. 2 października 2022 zdobył dwa pierwsze gole dla Al-Shabab, czym zapewnił drużynie zwycięstwo 2:1 z Al-Fayha. Zdobył wówczas bliźniacze gole, pokonując bramkarza rywali strzałami z dystansu w lewy górny róg bramki, w 55 i 71 minucie meczu. W grudniu 2022 The Athletic uznał go za jedną z 10 największych gwiazd występujących w lidze saudyjskiej. 27 stycznia 2023 zanotował asystę przy bramce Carvalho na 2:1 w ligowym meczu z Al-Tai. W sezonie 2022/2023 wystąpił w 30 ligowych meczach drużyny, strzelając 3 gole i notując 2 asysty. Drużyna zajęła 4. miejsce w tabeli Saudi Professional League. Rozegrał także jedno spotkanie w krajowym pucharze i 4 w kwalifikacjach arabskiej Ligi Mistrzów.

### Abha Club
30 lipca 2023 podpisał roczny kontrakt z saudyjskim klubem Abha Club, którego trenerem nieco ponad miesiąc wcześniej został Czesław Michniewicz. W drużynie zadebiutował 14 sierpnia 2023 w meczu ligowym z Al-Hilal (1:3), w którym zanotował asystę przy bramce Saada Bguira na 1:1.

## Kariera reprezentacyjna

### Polska U-20
W 2007 jako najmłodszy zawodnik z pola został powołany przez trenera Michała Globisza na rozgrywane w Kanadzie, Mistrzostw Świata U-20. 30 czerwca 2007 w meczu inauguracyjnym bezpośrednim strzałem z rzutu wolnego w 23 minucie, pokonał Cássiego, bramkarza reprezentacji Brazylii, zapewniając reprezentacji Polski zwycięstwo 1:0. Krychowiak wystąpił w trzech meczach turnieju i dotarł z drużyną narodową do 1/8 finału gdzie jego drużyna przegrała 1:3 z Argentyną. W reprezentacji do lat 20 rozegrał łącznie 7 meczów, w których strzelił 1 gola.

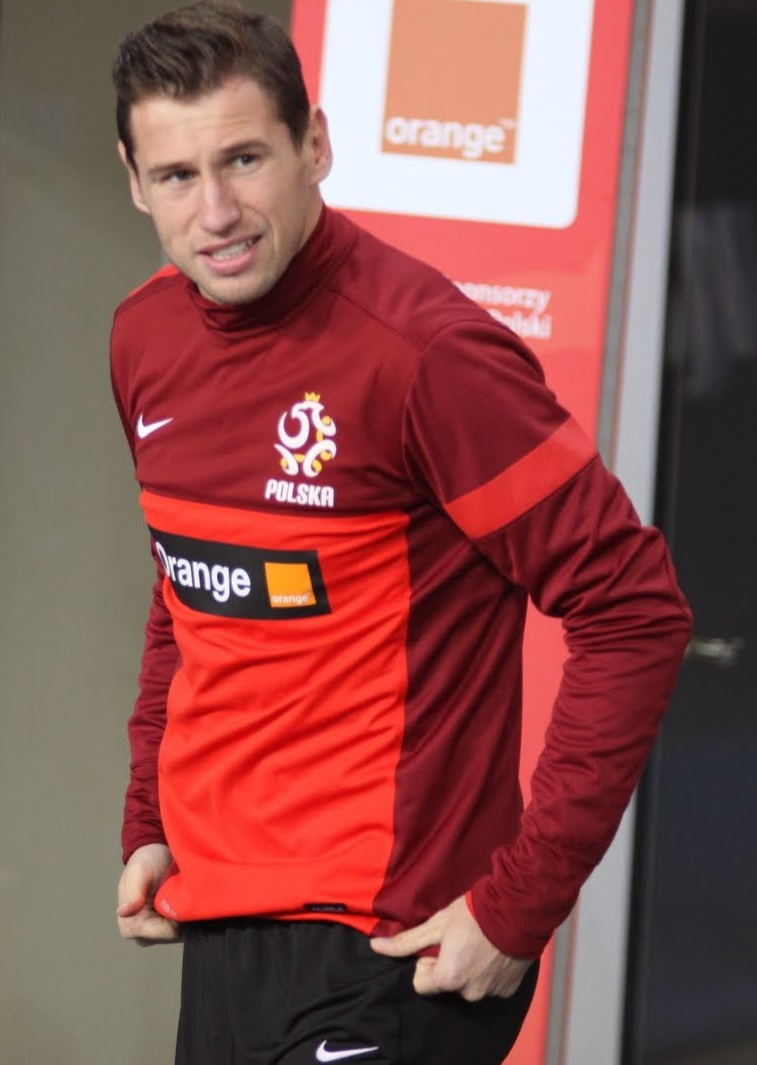
Krychowiak przed jednym z treningów reprezentacji Polski (2013)

### Polska U-21
5 czerwca 2009 w meczu ze Szwecją debiutował w prowadzonej przez Stefana Majewskiego, reprezentacji Polski do lat 21. Mecz zakończył się porażką jego drużyny 1:2, a Krychowiak wystąpił wówczas na środku obrony. 6 września 2011 był kapitanem drużyny narodowej w meczu z reprezentacją Rosji w eliminacjach do mistrzostw Europy U-21. 11 października 2011 w wygranym 4:3 meczu eliminacyjnym z reprezentacją Albanii, skutecznie wykonując rzut karny zdobył swoją pierwszą bramkę w tej drużynie. 1 czerwca 2012 trafił do siatki dwukrotnie w meczu eliminacji z Andorą, który zakończył się zwycięstwem reprezentacji Polski 4:2.

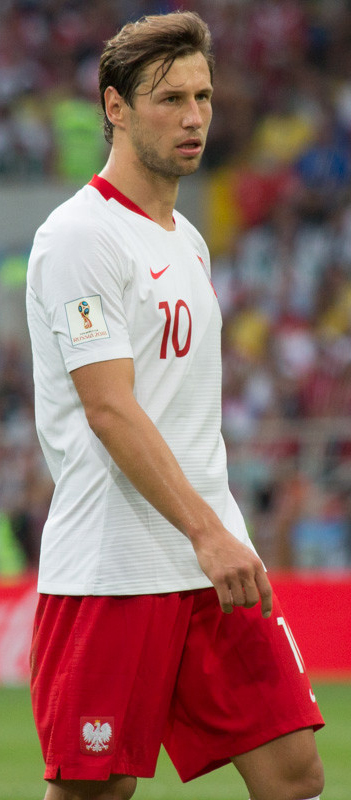
Grzegorz Krychowiak podczas Mistrzostw Świata 2018

### Polska
W grudniu 2008 selekcjoner Leo Beenhakker po raz pierwszy powołał go do reprezentacji Polski. 14 grudnia 2008 zadebiutował, zmieniając w 56 minucie towarzyskiego meczu z Serbią, Antoniego Łukasiewicza. Kolejne powołanie otrzymał w 2009, ale cały mecz towarzyski z Grecją spędził na ławce rezerwowych. W 2011 został powołany do kadry przez Franciszka Smudę i wystąpił w meczu towarzyskim z Norwegią, w którym, w 88. minucie zmienił Rafała Murawskiego. Do kadry powrócił półtora roku później kiedy w sierpniu 2012 na zgrupowanie przed wrześniowymi eliminacjami do mistrzostwa świata, powołał go Waldemar Fornalik. 11 września 2012 rozegrał 15 minut wygranym 2:0 meczu eliminacyjnym z Mołdawią. 12 października 2012 wyszedł w pierwszym składzie oraz rozegrał 65 minut w wygranym 2:0 meczu towarzyskim z reprezentacją RPA i od tego momentu stał się podstawowym zawodnikiem reprezentacji Polski. 17 października 2012 jako defensywny pomocnik rozegrał 90 minut w meczu eliminacji do mistrzostw Świata 2014 z Anglią, który zakończył remisem 1:1 na Stadionie Narodowym w Warszawie. 30 października 2013 znalazł się na pierwszej liście powołań nowego selekcjonera, Adama Nawałki. 15 listopada 2013 wystąpił w podstawowym składzie reprezentacji w pierwszym meczu tego selekcjonera, przeciwko Słowacji. Krychowiak rozegrał w pełnym wymiarze czasowym wszystkie 10 meczów podczas eliminacji do Mistrzostw Europy 2016, będąc jednym z liderów drużyny, która zajmując pierwsze miejsce w grupie D zakwalifikowała się do turnieju finałowego. 14 listopada 2014 w wygranym 4:0 meczu eliminacji mistrzostw Europy z Gruzją zdobył swoją pierwszą bramkę w reprezentacji Polski. 11 października 2015 zdobył pierwszą bramkę w wygranym 2:1 meczu eliminacji z Irlandią, w którym zwycięstwo przypieczętowało awans Polaków na mistrzostwa Europy. 13 listopada 2015 w towarzyskim meczu z Islandią wystąpił z numerem 10 na koszulce i od tego czasu był to jego stały numer w reprezentacji Polski aż do momentu zakończenia w niej kariery.

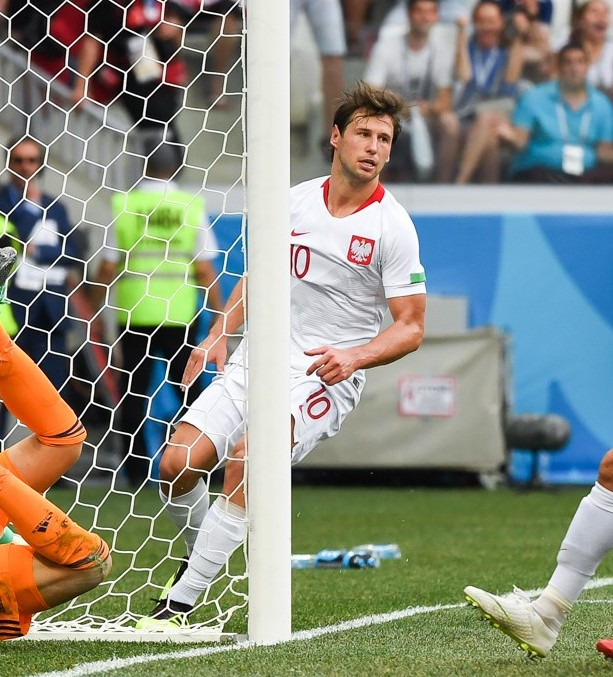
Grzegorz Krychowiak podczas meczu z Japonią na Mistrzostwach Świata 2018

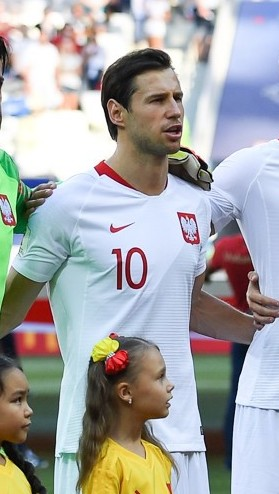
Krychowiak śpiewający Hymn Polski na Mundialu w 2018

12 maja 2016 został powołany przez selekcjonera Adama Nawałkę do szerokiej kadry na Mistrzostwa Europy 2016 we Francji. 30 maja 2016 Adam Nawałka oficjalnie powołał go do ścisłego składu na mistrzostwa Europy. 12 czerwca 2016 został wybrany piłkarzem meczu po zwycięstwie 1:0 w pierwszym spotkaniu z Irlandią Północną. 25 czerwca 2016 w meczu 1/8 finału ze Szwajcarią, wykorzystał ostatnią decydującą jedenastkę w rozstrzygającym losy meczu, konkursie rzutów karnych. Na turnieju jako jeden z liderów drużyny, wystąpił w pełnym wymiarze czasowym we wszystkich pięciu rozgrywanych meczach i dotarł z reprezentacją Polski do ćwierćfinału, gdzie drużyna odpadła po porażce w rzutach karnych z Portugalią, odnosząc najlepszy wynik w historii swoich występów na mistrzostwach Europy. 8 lipca 2016 został wybrany przez France Football do najlepszej jedenastki tego turnieju. Został również nominowany do nagrody sportowca roku w 82. Plebiscycie Przeglądu Sportowego.
14 listopada 2016 w zremisowanym 1:1 meczu towarzyskim ze Słowenią pełnił rolę kapitana reprezentacji Polski.
Następnie, rozgrywając siedem meczów w eliminacjach, był jednym z liderów drużyny, która z pierwszego miejsca w grupie E awansowała na rozgrywane w Rosji, mistrzostwa Świata. 11 maja 2018 znalazł się w szerokiej kadrze zawodników przewidzianych do wyjazdu na mundial. 4 czerwca 2018, selekcjoner Adam Nawałka oficjalnie powołał go do składu na Mistrzostwa Świata 2018. W pierwszym meczu turnieju zakończonym porażką 1:2 z Senegalem zdobył jedyną bramkę dla Polski. Ogółem wystąpił w pełnym wymiarze czasowym we wszystkich trzech meczach reprezentacji na mistrzostwach, natomiast Polska po porażkach z Senegalem, Kolumbią (0:3) i wygranej z Japonią (1:0) odpadła z turnieju po fazie grupowej.
27 sierpnia 2018, selekcjoner Jerzy Brzęczek powołał go na inauguracyjne spotkanie Ligi Narodów UEFA z Włochami i mecz towarzyski z Irlandią. W obu zremisowanych 1:1 spotkaniach Krychowiak wystąpił w podstawowym składzie drużyny narodowej, a następnie rozpoczynał w pierwszej jedenastce każdy z dziesięciu meczów jakie Polska rozegrała w eliminacjach do Mistrzostw Europy 2020 i ostatecznie zajmując pierwsze miejsce w grupie G, uzyskała kwalifikację do tego turnieju.
5 marca 2021 znalazł się na pierwszej liście powołań selekcjonera Paulo Sousy. 25 marca 2021 w meczu eliminacji do Mistrzostw Świata 2022 z Węgrami (3:3) rozegrał 90 minut i zaliczył asystę przy bramce Krzysztofa Piątka. Kolejne mecze eliminacyjne z Andorą (3:0) i Anglią (1:2) rozegrał również w pełnym wymiarze czasowym. 17 maja 2021 Paulo Sousa powołał go do składu na Mistrzostwa Europy 2020. 1 czerwca 2021 był kapitanem reprezentacji w meczu towarzyskim z Rosją (1:1). 8 czerwca 2021 przeciwko Islandii (2:2) rozegrał 80. mecz w narodowych barwach i dołączył do Klubu Wybitnego Reprezentanta. 14 czerwca 2021 w pierwszym meczu na Mistrzostwach Europy ze Słowacją (1:2) otrzymał dwie żółte i w konsekwencji czerwoną kartkę, przez co pauzował w kolejnym spotkaniu z Hiszpanią, które zakończyło się remisem 1:1. Do składu powrócił 23 czerwca w ostatnim meczu fazy grupowej przeciwko Szwecji.
10 listopada 2022 selekcjoner Czesław Michniewicz powołał go do składu na Mistrzostwa Świata 2022. Po zakończeniu sezonu klubowego przygotowywał się do mistrzostw trenując gościnnie z zespołem Legii Warszawa. Na Mundialu jako podstawowy zawodnik rozegrał wszystkie trzy mecze fazy grupowej; z Meksykiem (0:0), Arabią Saudyjską (2:0) i Argentyną (1:0), a także spotkanie 1/16 finału z Francją (1:3), po którym Polska odpadła z turnieju.
Po turnieju selekcjoner Fernando Santos pominął go w powołaniach na mecze eliminacyjne do Mistrzostw Europy 2024 z Albanią i Mołdawią oraz mecz towarzyski z Niemcami. Do kadry powrócił we wrześniu 2023 i rozegrał w pierwszym składzie spotkania eliminacyjne z Wyspami Owczymi (2:0) i Albanią (0:2), który był jego 100. meczem w narodowych barwach.
26 września 2023 poinformował o zakończeniu kariery reprezentacyjnej. 12 października 2024 przed meczem Ligi Narodów z Portugalią, na Stadionie Narodowym w Warszawie, został oficjalnie pożegnany przez Polski Związek Piłki Nożnej.

## Statystyki

### Klubowe
(aktualne na 14 lutego 2023)
| Klub                        | Sezon              | Liga                           | Liga  | Liga   | Puchar kraju | Puchar kraju | Puchar ligi | Puchar ligi | Europa | Europa | Inne  | Inne   | Suma  | Suma   |
| Klub                        | Sezon              | Liga                           | Mecze | Bramki | Mecze        | Bramki       | Mecze       | Bramki      | Mecze  | Bramki | Mecze | Bramki | Mecze | Bramki |
| --------------------------- | ------------------ | ------------------------------ | ----- | ------ | ------------ | ------------ | ----------- | ----------- | ------ | ------ | ----- | ------ | ----- | ------ |
| Girondins Bordeaux          | 2008/09            | Ligue 1                        | –     | –      | –            | –            | –           | –           | –      | –      | –     | –      | 0     | 0      |
| Stade de Reims (wyp.)       | 2009/10            | Championnat National           | 19    | 2      | –            | –            | –           | –           | –      | –      | –     | –      | 19    | 2      |
| Stade de Reims (wyp.)       | 2010/11            | Ligue 2                        | 35    | 2      | 3            | 0            | 2           | 0           | –      | –      | –     | –      | 40    | 2      |
| Girondins Bordeaux          | 2011/12            | Ligue 1                        | 2     | 0      | –            | –            | –           | –           | –      | –      | –     | –      | 2     | 0      |
| FC Nantes (wyp.)            | 2011/12            | Ligue 2                        | 21    | 0      | 1            | 0            | –           | –           | –      | –      | –     | –      | 22    | 0      |
| Stade de Reims              | 2012/13            | Ligue 1                        | 35    | 4      | –            | –            | 1           | 0           | –      | –      | –     | –      | 36    | 4      |
| Stade de Reims              | 2013/14            | Ligue 1                        | 35    | 4      | –            | –            | 1           | 0           | –      | –      | –     | –      | 36    | 4      |
| Sevilla FC                  | 2014/15            | Primera División               | 32    | 2      | 2            | 0            | –           | –           | 13     | 2      | 1     | 0      | 48    | 4      |
| Sevilla FC                  | 2015/16            | Primera División               | 26    | 0      | 3            | 1            | –           | –           | 12     | 0      | 1     | 0      | 42    | 1      |
| Paris Saint-Germain         | 2016/17            | Ligue 1                        | 11    | 0      | 1            | 0            | 1           | 0           | 6      | 0      | –     | –      | 19    | 0      |
| Paris Saint-Germain B       | 2016/17            | Championnat National 2 – Gr. A | 1     | 0      | –            | –            | –           | –           | –      | –      | –     | –      | 1     | 0      |
| West Bromwich Albion (wyp.) | 2017/18            | Premier League                 | 27    | 0      | 3            | 0            | 1           | 0           | –      | –      | –     | –      | 31    | 0      |
| Lokomotiw Moskwa (wyp.)     | 2018/19            | Priemjer-Liga                  | 27    | 2      | 6            | 0            | –           | –           | 6      | 0      | –     | –      | 39    | 2      |
| Lokomotiw Moskwa            | 2019/20            | Priemjer-Liga                  | 26    | 9      | –            | –            | –           | –           | 6      | 1      | 1     | 0      | 33    | 10     |
| Lokomotiw Moskwa            | 2020/21            | Priemjer-Liga                  | 26    | 9      | 4            | 2            | –           | –           | 4      | 0      | 1     | 0      | 35    | 11     |
| Lokomotiw Moskwa            | 2021/22            | Priemjer-Liga                  | 1     | 0      | –            | –            | –           | –           | –      | –      | 1     | 0      | 2     | 0      |
| FK Krasnodar                | 2021/22            | Priemjer-Liga                  | 14    | 4      | 1            | 1            | –           | –           | –      | –      | –     | –      | 15    | 5      |
| AEK Ateny (wyp.)            | 2021/22            | Superleague Ellada             | 9     | 2      | –            | –            | –           | –           | –      | –      | –     | –      | 9     | 2      |
| Al Shabab (wyp.)            | 2022/23            | Professional League            | 30    | 3      | 1            | 0            | –           | –           | 0      | 0      | 4     | 0      | 35    | 3      |
| Abha                        | 2023/24            | Professional League            | 33    | 9      | 3            | 0            | –           | –           | –      | –      | –     | –      | 36    | 9      |
| Anorthosis Famagusta        | 2024/25            | Protathlima A’ Kategorias      | 20    | 2      | 1            | 0            | –           | –           | –      | –      | –     | –      | 21    | 2      |
| Ogólnie w karierze          | Ogólnie w karierze | Ogólnie w karierze             | 432   | 54     | 29           | 4            | 6           | 0           | 47     | 3      | 9     | 0      | 523   | 61     |

### Reprezentacyjne
(aktualne na dzień 10 września 2023)
| Reprezentacja | Rok     | Mecze | Bramki |
| ------------- | ------- | ----- | ------ |
| Polska U-20   |         |       |        |
| 2007          | 3       | 1     |        |
| 2010          | 2       | 0     |        |
| 2011          | 2       | 0     |        |
| Ogólnie       | Ogólnie | 7     | 1      |
| Polska        |         |       |        |
| 2008          | 1       | 0     |        |
| 2011          | 1       | 0     |        |
| 2012          | 4       | 0     |        |
| 2013          | 10      | 0     |        |
| 2014          | 8       | 1     |        |
| 2015          | 7       | 1     |        |
| 2016          | 13      | 0     |        |
| 2017          | 4       | 0     |        |
| 2018          | 11      | 1     |        |
| 2019          | 9       | 1     |        |
| 2020          | 6       | 0     |        |
| 2021          | 11      | 1     |        |
| 2022          | 12      | 0     |        |
| 2023          | 2       | 0     |        |
| Ogólnie       | Ogólnie | 100   | 5      |

| Mecze i gole w reprezentacji | Mecze i gole w reprezentacji | Mecze i gole w reprezentacji | Mecze i gole w reprezentacji | Mecze i gole w reprezentacji | Mecze i gole w reprezentacji | Mecze i gole w reprezentacji |
| Polska U-20                  | Polska U-20                  | Polska U-20                  | Polska U-20                  | Polska U-20                  | Polska U-20                  | Polska U-20                  |
| Lp.                          | Data                         | Miejsce                      | Przeciwnik                   | Wynik                        | Gol                          | Rozgrywki                    |
| ---------------------------- | ---------------------------- | ---------------------------- | ---------------------------- | ---------------------------- | ---------------------------- | ---------------------------- |
| 1.                           | 30.06.2007                   | Montreal, Kanada             | Brazylia U-20                | 1:0                          | Gol                          | MŚ U-20 2007                 |
| 2.                           | 03.07.2007                   | Montreal, Kanada             | Stany Zjednoczone U-20       | 1:6                          |                              | MŚ U-20 2007                 |
| 3.                           | 12.07.2007                   | Toronto, Kanada              | Argentyna U-20               | 1:3                          |                              | MŚ U-20 2007                 |
| 4.                           | 10.10.2010                   | Włocławek, Polska            | Niemcy U-20                  | 0:1                          |                              | towarzyski                   |
| 5.                           | 17.11.2010                   | Wil, Szwajcaria              | Szwajcaria U-20              | 3:2                          |                              | towarzyski                   |
| 6.                           | 24.03.2011                   | Chociebuż, Niemcy            | Niemcy U-20                  | 1:1                          |                              | towarzyski                   |
| 7.                           | 29.03.2011                   | Sulejówek, Polska            | Szwajcaria U-20              | 0:3                          |                              | towarzyski                   |
| Polska                       |                              |                              |                              |                              |                              |                              |
| Lp.                          | Data                         | Miejsce                      | Przeciwnik                   | Wynik                        | Gol                          | Rozgrywki                    |
| 1.                           | 14.12.2008                   | Antalya, Turcja              | Serbia                       | 1:0                          |                              | towarzyski                   |
| 2.                           | 09.02.2011                   | Faro, Portugalia             | Norwegia                     | 1:0                          |                              | towarzyski                   |
| 3.                           | 11.09.2012                   | Wrocław, Polska              | Mołdawia                     | 2:0                          |                              | el. MŚ 2014                  |
| 4.                           | 12.10.2012                   | Warszawa, Polska             | Południowa Afryka            | 1:0                          |                              | towarzyski                   |
| 5.                           | 17.10.2012                   | Warszawa, Polska             | Anglia                       | 1:1                          |                              | el. MŚ 2014                  |
| 6.                           | 14.11.2012                   | Gdańsk, Polska               | Urugwaj                      | 1:3                          |                              | towarzyski                   |
| 7.                           | 06.02.2013                   | Dublin, Irlandia             | Irlandia                     | 0:2                          |                              | towarzyski                   |
| 8.                           | 22.03.2013                   | Warszawa, Polska             | Ukraina                      | 1:3                          |                              | el. MŚ 2014                  |
| 9.                           | 26.03.2013                   | Warszawa, Polska             | San Marino                   | 5:0                          |                              | el. MŚ 2014                  |
| 10.                          | 07.06.2013                   | Kiszyniów, Mołdawia          | Mołdawia                     | 1:1                          |                              | el. MŚ 2014                  |
| 11.                          | 14.08.2013                   | Gdańsk, Polska               | Dania                        | 3:2                          |                              | towarzyski                   |
| 12.                          | 06.09.2013                   | Warszawa, Polska             | Czarnogóra                   | 1:1                          |                              | el. MŚ 2014                  |
| 13.                          | 10.09.2013                   | Serravalle, San Marino       | San Marino                   | 5:1                          |                              | el. MŚ 2014                  |
| 14.                          | 11.10.2013                   | Charków, Ukraina             | Ukraina                      | 0:1                          |                              | el. MŚ 2014                  |
| 15.                          | 15.10.2013                   | Londyn, Anglia               | Anglia                       | 0:2                          |                              | el. MŚ 2014                  |
| 16.                          | 15.11.2013                   | Wrocław, Polska              | Słowacja                     | 0:2                          |                              | towarzyski                   |
| 17.                          | 05.03.2014                   | Warszawa, Polska             | Szkocja                      | 0:1                          |                              | towarzyski                   |
| 18.                          | 13.05.2014                   | Hamburg, Niemcy              | Niemcy                       | 0:0                          |                              | towarzyski                   |
| 19.                          | 06.06.2014                   | Gdańsk, Polska               | Litwa                        | 2:1                          |                              | towarzyski                   |
| 20.                          | 07.09.2014                   | Faro, Portugalia             | Gibraltar                    | 7:0                          |                              | el. ME 2016                  |
| 21.                          | 11.10.2014                   | Warszawa, Polska             | Niemcy                       | 2:0                          |                              | el. ME 2016                  |
| 22.                          | 14.10.2014                   | Warszawa, Polska             | Szkocja                      | 2:2                          |                              | el. ME 2016                  |
| 23.                          | 14.11.2014                   | Tbilisi, Gruzja              | Gruzja                       | 4:0                          | Gol                          | el. ME 2016                  |
| 24.                          | 18.11.2014                   | Wrocław, Polska              | Szwajcaria                   | 2:2                          |                              | towarzyski                   |
| 25.                          | 29.03.2015                   | Dublin, Irlandia             | Irlandia                     | 1:1                          |                              | el. ME 2016                  |
| 26.                          | 13.06.2015                   | Warszawa, Polska             | Gruzja                       | 4:0                          |                              | el. ME 2016                  |
| 27.                          | 04.09.2015                   | Frankfurt nad Menem, Niemcy  | Niemcy                       | 1:3                          |                              | el. ME 2016                  |
| 28.                          | 07.09.2015                   | Warszawa, Polska             | Gibraltar                    | 8:1                          |                              | el. ME 2016                  |
| 29.                          | 08.10.2015                   | Glasgow, Szkocja             | Szkocja                      | 2:2                          |                              | el. ME 2016                  |
| 30.                          | 11.10.2015                   | Warszawa, Polska             | Irlandia                     | 2:1                          | Gol                          | el. ME 2016                  |
| 31.                          | 13.11.2015                   | Warszawa, Polska             | Islandia                     | 4:2                          |                              | towarzyski                   |
| 32.                          | 23.03.2016                   | Poznań, Polska               | Serbia                       | 1:0                          |                              | towarzyski                   |
| 33.                          | 26.03.2016                   | Wrocław, Polska              | Finlandia                    | 5:0                          |                              | towarzyski                   |
| 34.                          | 06.06.2016                   | Kraków, Polska               | Litwa                        | 0:0                          |                              | towarzyski                   |
| 35.                          | 12.06.2016                   | Nicea, Francja               | Irlandia Północna            | 1:0                          |                              | ME 2016                      |
| 36.                          | 16.06.2016                   | Saint-Denis, Francja         | Niemcy                       | 0:0                          |                              | ME 2016                      |
| 37.                          | 21.06.2016                   | Marsylia, Francja            | Ukraina                      | 1:0                          |                              | ME 2016                      |
| 38.                          | 25.06.2016                   | Saint-Étienne, Francja       | Szwajcaria                   | 1:1 (k. 5:4)                 |                              | ME 2016                      |
| 39.                          | 30.06.2016                   | Marsylia, Francja            | Portugalia                   | 1:1 (k. 3:5)                 |                              | ME 2016                      |
| 40.                          | 04.09.2016                   | Astana, Kazachstan           | Kazachstan                   | 2:2                          |                              | el. MŚ 2018                  |
| 41.                          | 08.10.2016                   | Warszawa, Polska             | Dania                        | 3:2                          |                              | el. MŚ 2018                  |
| 42.                          | 11.10.2016                   | Warszawa, Polska             | Armenia                      | 2:1                          |                              | el. MŚ 2018                  |
| 43.                          | 11.11.2016                   | Bukareszt, Rumunia           | Rumunia                      | 3:0                          |                              | el. MŚ 2018                  |
| 44.                          | 14.11.2016                   | Wrocław, Polska              | Słowenia                     | 1:1                          |                              | towarzyski                   |
| 45.                          | 10.06.2017                   | Warszawa, Polska             | Rumunia                      | 3:1                          |                              | el. MŚ 2018                  |
| 46.                          | 05.10.2017                   | Erywań, Armenia              | Armenia                      | 6:1                          |                              | el. MŚ 2018                  |
| 47.                          | 08.10.2017                   | Warszawa, Polska             | Czarnogóra                   | 4:2                          |                              | el. MŚ 2018                  |
| 48.                          | 10.11.2017                   | Warszawa, Polska             | Urugwaj                      | 0:0                          |                              | towarzyski                   |
| 49.                          | 23.03.2018                   | Wrocław, Polska              | Nigeria                      | 0:1                          |                              | towarzyski                   |
| 50.                          | 08.06.2018                   | Poznań, Polska               | Chile                        | 2:2                          |                              | towarzyski                   |
| 51.                          | 12.06.2018                   | Warszawa, Polska             | Litwa                        | 4:0                          |                              | towarzyski                   |
| 52.                          | 19.06.2018                   | Moskwa, Rosja                | Senegal                      | 1:2                          | Gol                          | MŚ 2018                      |
| 53.                          | 24.06.2018                   | Kazań, Rosja                 | Kolumbia                     | 0:3                          |                              | MŚ 2018                      |
| 54.                          | 28.06.2018                   | Wołgograd, Rosja             | Japonia                      | 1:0                          |                              | MŚ 2018                      |
| 55.                          | 07.09.2018                   | Bolonia, Włochy              | Włochy                       | 1:1                          |                              | LN 2018/2019                 |
| 56.                          | 11.09.2018                   | Wrocław, Polska              | Irlandia                     | 1:1                          |                              | towarzyski                   |
| 57.                          | 11.10.2018                   | Chorzów, Polska              | Portugalia                   | 2:3                          |                              | LN 2018/2019                 |
| 58.                          | 15.11.2018                   | Gdańsk, Polska               | Czechy                       | 0:1                          |                              | towarzyski                   |
| 59.                          | 20.11.2018                   | Guimarães, Portugalia        | Portugalia                   | 1:1                          |                              | LN 2018/2019                 |
| 60.                          | 21.03.2019                   | Wiedeń, Austria              | Austria                      | 1:0                          |                              | el. ME 2020                  |
| 61.                          | 24.03.2019                   | Warszawa, Polska             | Łotwa                        | 2:0                          |                              | el. ME 2020                  |
| 62.                          | 07.06.2019                   | Skopje, Macedonia Północna   | Macedonia Północna           | 1:0                          |                              | el. ME 2020                  |
| 63.                          | 10.06.2019                   | Warszawa, Polska             | Izrael                       | 4:0                          |                              | el. ME 2020                  |
| 64.                          | 06.09.2019                   | Lublana, Słowenia            | Słowenia                     | 0:2                          |                              | el. ME 2020                  |
| 65.                          | 09.09.2019                   | Warszawa, Polska             | Austria                      | 0:0                          |                              | el. ME 2020                  |
| 66.                          | 10.10.2019                   | Ryga, Łotwa                  | Łotwa                        | 3:0                          |                              | el. ME 2020                  |
| 67.                          | 13.10.2019                   | Warszawa, Polska             | Macedonia Północna           | 2:0                          |                              | el. ME 2020                  |
| 68.                          | 16.11.2019                   | Jerozolima, Izrael           | Izrael                       | 2:1                          | Gol                          | el. ME 2020                  |
| 69.                          | 19.11.2019                   | Warszawa, Polska             | Słowenia                     | 3:2                          |                              | el. ME 2020                  |
| 70.                          | 04.09.2020                   | Amsterdam, Holandia          | Holandia                     | 0:1                          |                              | LN 2020/2021                 |
| 71.                          | 07.09.2020                   | Zenica, Bośnia i Hercegowina | Bośnia i Hercegowina         | 2:1                          |                              | LN 2020/2021                 |
| 72.                          | 07.10.2020                   | Gdańsk, Polska               | Finlandia                    | 5:1                          |                              | towarzyski                   |
| 73.                          | 11.10.2020                   | Gdańsk, Polska               | Włochy                       | 0:0                          |                              | LN 2020/2021                 |
| 74.                          | 15.11.2020                   | Reggio nell’Emilia, Włochy   | Włochy                       | 0:2                          |                              | LN 2020/2021                 |
| 75.                          | 18.11.2020                   | Chorzów, Polska              | Holandia                     | 1:2                          |                              | LN 2020/2021                 |
| 76.                          | 25.03.2021                   | Budapeszt, Węgry             | Węgry                        | 3:3                          |                              | el. MŚ 2022                  |
| 77.                          | 28.03.2021                   | Warszawa, Polska             | Andora                       | 3:0                          |                              | el. MŚ 2022                  |
| 78.                          | 31.03.2021                   | Londyn, Anglia               | Anglia                       | 1:2                          |                              | el. MŚ 2022                  |
| 79.                          | 01.06.2021                   | Wrocław, Polska              | Rosja                        | 1:1                          |                              | towarzyski                   |
| 80.                          | 08.06.2021                   | Poznań, Polska               | Islandia                     | 2:2                          |                              | towarzyski                   |
| 81.                          | 14.06.2021                   | Petersburg, Rosja            | Słowacja                     | 1:2                          |                              | ME 2020                      |
| 82.                          | 23.06.2021                   | Petersburg, Rosja            | Szwecja                      | 2:3                          |                              | ME 2020                      |
| 83.                          | 02.09.2021                   | Warszawa, Polska             | Albania                      | 4:1                          | Gol                          | el. MŚ 2022                  |
| 84.                          | 08.09.2021                   | Warszawa, Polska             | Anglia                       | 1:1                          |                              | el. MŚ 2022                  |
| 85.                          | 12.10.2021                   | Tirana, Albania              | Albania                      | 1:0                          |                              | el. MŚ 2022                  |
| 86.                          | 12.11.2021                   | Andora, Andora               | Andora                       | 4:1                          |                              | el. MŚ 2022                  |
| 87.                          | 24.03.2022                   | Glasgow, Szkocja             | Szkocja                      | 1:1                          |                              | towarzyski                   |
| 88.                          | 29.03.2022                   | Chorzów, Polska              | Szwecja                      | 2:0                          |                              | el. MŚ 2022 Baraże           |
| 89.                          | 01.06.2022                   | Wrocław, Polska              | Walia                        | 2:1                          |                              | LN 2022/2023                 |
| 90.                          | 08.06.2022                   | Bruksela, Belgia             | Belgia                       | 1:6                          |                              | LN 2022/2023                 |
| 91.                          | 11.06.2022                   | Rotterdam, Holandia          | Holandia                     | 2:2                          |                              | LN 2022/2023                 |
| 92.                          | 22.09.2022                   | Warszawa, Polska             | Holandia                     | 0:2                          |                              | LN 2022/2023                 |
| 93.                          | 25.09.2022                   | Cardiff, Walia               | Walia                        | 1:0                          |                              | LN 2022/2023                 |
| 94.                          | 16.11.2022                   | Warszawa, Polska             | Chile                        | 1:0                          |                              | towarzyski                   |
| 95.                          | 22.11.2022                   | Doha, Katar                  | Meksyk                       | 0:0                          |                              | MŚ 2022                      |
| 96.                          | 26.11.2022                   | Ar-Rajjan, Katar             | Arabia Saudyjska             | 2:0                          |                              | MŚ 2022                      |
| 97.                          | 30.11.2022                   | Doha, Katar                  | Argentyna                    | 0:2                          |                              | MŚ 2022                      |
| 98.                          | 04.12.2022                   | Doha, Katar                  | Francja                      | 1:3                          |                              | MŚ 2022                      |
| 99.                          | 07.09.2023                   | Warszawa, Polska             | Wyspy Owcze                  | 2:0                          |                              | el. ME 2024                  |
| 100.                         | 10.09.2023                   | Tirana, Albania              | Albania                      | 0:2                          |                              | el. ME 2024                  |

## Sukcesy

### Sevilla FC
- Liga Europy UEFA: 2014/2015, 2015/2016

### Paris Saint-Germain
- Puchar Francji: 2016/2017
- Puchar Ligi Francuskiej: 2016/2017

### Lokomotiw Moskwa
- Puchar Rosji: 2018/2019, 2020/2021
- Superpuchar Rosji: 2019

### Indywidualne
- Najlepszy piłkarz Sevilli w plebiscycie Estadio Deportivo: 2015[200]
- Jedenastka dekady Sevilli: 2016[201]
- Jedenastka sezonu Primera División: 2014/2015
- Jedenastka roku według France Football: 2015[202][203]
- Jedenastka Mistrzostw Europy według France Football: 2016[204]
- Drużyna sezonu Ligi Europy: 2015/2016[205]
- Pomocnik sezonu Priemjer-Ligi: 2018/2019
- Drużyna sezonu Priemjer-Ligi: 2020/2021

## Biznes i reklama
Sponsorem jego wyposażenia sportowego jest marka Adidas. Wcześniej związany był z firmą Puma. Jest założycielem i współwłaścicielem marki modowej Balamonte specjalizującej się w szyciu eleganckich garniturów na miarę, które samodzielnie projektuje. Butiki marki znajdują się w Warszawie i Poznaniu. W 2019 został udziałowcem i ambsadorem start-upu Podioom. W 2020 założył markę BioGol zajmującą się produkcją ekologicznej żywności. W 2016 wystąpił w kampanii reklamowej promoującej zegarki marki Albert Riele (wraz z Celią Jaunat). Wystąpił również w kampanii Samsung Smart TV pt. „#coikiedychce” oraz „Wszyscy żyjemy #dlaemocji”, a także w kampanii międzynarodowego domu maklerskiego X-Trade Brokers, czy też serwisu internetowego Sport.pl, pt. „Sport.pl to jest Twój live”. W 2020 wraz z Jackiem Jaroszewskim i Pawłem Bambrem powołał spółkę Medklinika, i został inwestorem kliniki medycznej pod tą samą nazwą. Inwestycja zakończyła sie sporem prawnym pomiędzy stronami, o którym w lipcu 2023 poinformował Onet.

## Życie prywatne
Wychowywał się w Mrzeżynie. Jest jednym z trojga dzieci Edwarda i Grażyny Krychowiaków. Ma dwóch braci, Krzysztofa i Tomasza. Jego kuzynka ze strony ojca – Dorota Krychowiak (ur. 1994) również gra w piłkę nożną.
W 2015 ukończył dwuletnie studia na kierunku organizacja klubów sportowych na Uniwersytecie Claude Bernarda w Lyonie. Wcześniej z wyróżnieniem uzyskał tytuł Baccalauréat w jednym z francuskich liceów.
Interesuje się modą i fotografią. Jego ekstrawaganckie stylizacje robiły furorę i były komentowane przez media.
W 2019 ożenił się z francuską modelką Célią Jaunat, z którą jest związany od 2011. Grzegorz Krychowiak dzieli z żoną pasję do podróży, małżeństwo odwiedziło m.in. Malediwy, RPA, Nową Zelandię, Australię, Wietnam, Malezję, Chiny, Kambodżę, Indie i Sri Lankę, a także miało okazję zobaczyć wszystkie miejsca z listy siedmiu nowych cudów świata. Jest abstynentem.
Jest poliglotą; oprócz ojczystego języka polskiego, porozumiewa się także w językach obcych: angielskim, francuskim, hiszpańskim i rosyjskim. Podczas pierwszych miesięcy pobytu w Moskwie, Krychowiak podróżował na mecze z notesem, w którym notował nowe słówka przydatne do nauki języka rosyjskiego.
Krychowiak przyjaźni się z Wojciechem Szczęsnym, z którym znają się od czasów występów w młodzieżowych reprezentacjach Polski. Ich dobre relacje i wzajemne poczucie humoru kibice mogli obserwować m.in. w materiałach wideo ze zgrupowań reprezentacji. W 2018 wzięli udział w kampanii społecznej Bądź kumplem, nie dokuczaj zorganizowanej przez telewizję Cartoon Network.

## Filmografia
- 2021: Druga połowa (2021)[212]